# Riou Nègre
Le Riou Nègre  (oc: Riu Negre)est le nom de deux rivières françaises qui coulent dans le département de l'Aveyron. l'un est un affluent direct de l'Aveyron en rive gauche, donc un sous-affluent de la Garonne par l'Aveyron puis par le Tarn, l'autre un affluent indirect qui se jette dans l'Alzou, affluent de rive droite de l'Aveyron. 

## Géographie
1- De 13,3 km de longueur, le Riou Nègre prend sa source sur la commune de Boussac et se jette sur la rive gauche de l'Aveyron sur la commune de Colombiès.
2- Le Riou Nègre (oc: riu negre) est aussi un ruisseau qui prend sa source près de Goutrens (hameau de Prentegarde), et se jette à Bournazel dans l'Alzou, affluent de la rive droite de l'Aveyron à Villefranche de Rouergue.

## Départements et communes traversées
- Aveyron : Colombiès, Boussac